# Полония (футбольный клуб, Черновцы)
Полония (рум. Polonia) — румынский футбольный клуб из Черновцов, созданный польской общиной города. Клуб был основан в 1907 году, но основную деятельность начал проводить в межвоенный период, являясь рекордсменом чемпионата Черновцов по количеству побед (5 титулов) и три раза участвуя в 1/4 финала чемпионата Румынии. Клуб был расформирован в 1940 году во время Второй мировой войны.

## История
В 1907 году польская община города Черновцы организовала спортивный клуб «Сарматия». В 1910 году он объединился с клубами «Данубия» и ИФК, образовав объединённый клуб БАСК. Весной 1919 года клуб получил название «Полония».
Собственным стадионом под названием «Бойско Польське» общество обзавелось в том же 1919 году. Он располагался рядом с Народным садом (ныне — Парк культуры имени Тараса Шевченко).
Весной 1919 года в Черновцах состоялся первый чемпионат города, вошедший в историю как неофициальный. В турнире участвовали пять команд, в том числе «Полония». В решающем матче при 8-тысячной аудитории «Полония» победила «Маккаби» со счётом 8:2. В следующем году состоялся первый официальный чемпионат города. В нём «Маккаби» взяла реванш за поражение годом ранее, а «Полония» заняла второе место.

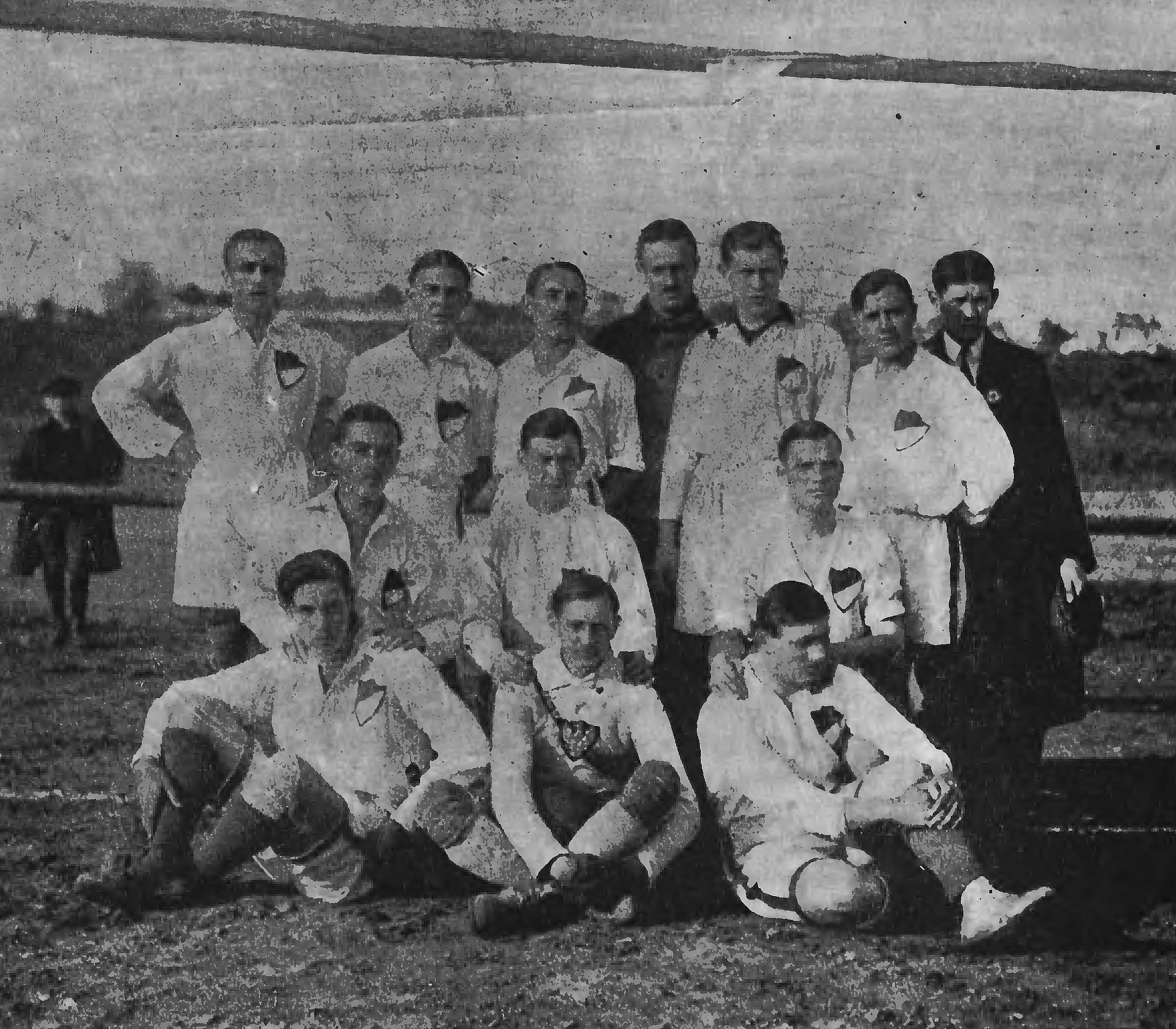
Футболисты «Полонии»

30 июля 1921 года во время товарищеского матча между «Полонией» и венским клубом «Хакоах», завершившегося разгромным поражением буковинцев со счётом 1:12, был установлен рекорд посещаемости спортивной арены общества — матч собрал 5 000 зрителей.
Клуб «Полония» становился чемпионом Черновцов пять раз, став таким образом самым титулованным клубом города в межвоенный период. Победы в городском чемпионате позволяли «Полонии» участвовать в чемпионате Румынии. Дебют на национальном уровне состоялся в 1922 году — в 1/4 финала буковинская команда уступила столичному клубу «Триколор» со счётом 0:1. В следующем году команда вновь остановилась на этой стадии, проиграв «Мурешулу» из Тыргу-Муреша с тем же минимальным счётом — 0:1.
Наиболее известными игроками клуба были Станислав Мициньский и Йосиф Кляйн, выступавшие за сборную Румынии.
Последний раз команда играла на высшем уровне в 1928 году, но вновь выбыла в четвертьфинале, уступив кишинёвскому клубу «Михай Витязул» со счётом 2:5. В 1935 году команда была переименована в «Вавель», а в 1937 году вылетела во второй дивизион Черновцов. Клуб продолжал своё существование вплоть до 1940 года, однако прекратил деятельность после присоединения Бессарабии и Северной Буковины к СССР.

## Результаты выступлений

### Чемпионат Румынии
- 1921/22 — 1/4 финала
- 1922/23 — 1/4 финала
- 1927/28 — 1/4 финала

### Чемпионат Черновцов
- 1919 — 1 место
- 1920 — 2 место
- 1921 — 1 место
- 1922 — 1 место
- 1923 — 1 место
- 1924 — 4 место
- 1925 — 4 место
- 1926 — 4 место
- 1927 — 3 место
- 1928 — 1 место
- 1929 — 6 место
- 1930 — 7 место
- 1931 — 7 место
- 1932 — 4 место
- 1933 — 6 место
- 1935 — 6 место
- 1936 — 5 место
- 1937 — 3 место